# ZeroHedge
ZeroHedge of Zero Hedge is een Amerikaanse financiële nieuwssite, feedreader en collectie van blogs. De website bericht over de economie, Wall Street en de financiële sector en staat bekend vanwege het onthullen in 2009 van de controversiële praktijk van flash trading, via een serie van postingen die stelden dat de toegang tot informatie hierover waarover Goldman Sachs beschikte de firma onterechte winsten opleverde.
De nieuwssectie wordt geschreven door enkele auteurs die tezamen het pseudoniem "Tyler Durden" gebruiken, naar een personage uit de film Fight Club en het gelijknamige boek van Chuck Palahniuk waar de film op is gebaseerd. Het motto van de site is "On a long enough timeline the survival rate for everyone drops to zero."; dit komt ook daarvandaan.
Een van de schrijvers is de voormalige beurshandelaar Daniel Ivandjiiski, die bestraft werd wegens handelen met voorkennis en niet meer op Wall Street mocht handelen.